# ミシガン式交差点

ミシガン州グランド・ヘイヴン、国道31号線とロビンズ通りの見取り図。右側が北。中央分離帯が狭隘なため対向車線に張り出しを設けて無理なくUターンができるように配慮されている。

ミシガン式交差点(Michigan left)とは平面交差の一種で、(右側通行の国基準で)左折車を右折とUターンの組み合わせで捌く交差点の事。特にミシガン州での採用例が多く、1960年後半から本格的に導入されている。 そのためミシガン式交差点と呼ぶことが多いが、中央分離帯乗り越し転回(median U-turn crossover)や中央分離帯折り返し(median U-turn)といった別名もある。この他、大通り型転回(boulevard turnaround)、ミシガンアビ(Michigan loon)、スルー・ターン(ThrU Turn intersection)
等の別称もある。

## 仕組み

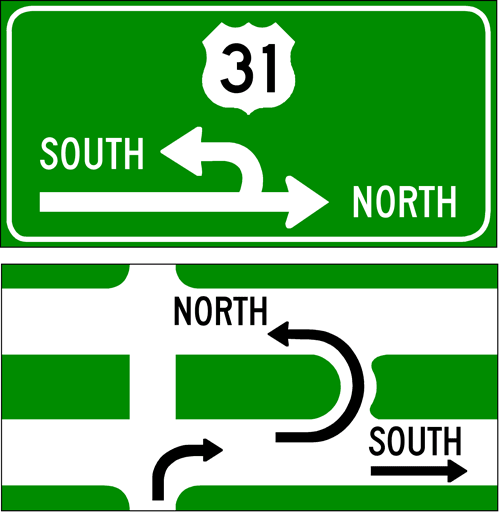
道路標識の例。上が一般に使われている標識で、場所によっては下の標識も利用される。

交差する道路のうち少なくとも一方に中央分離帯がある交差点で導入できる。以下、中央分離帯のある方の道路をA通り、それと交差する方の道路をB通りとする。ミシガン式交差点では、B通りからA通りへ左折進入する事はできない(加えて、A通りからB通りへ左折進入する事もできない場合が多い)。また、A通りはごく一部の例外を除いて片側二車線以上になっている。B通りからA通りへ左折する場合、まずA通りで右折をし、A通りの中央分離帯上に設けられたUターン車線に合流する(Uターン車線は交差点を右折して四分の一マイル(400m)以内の位置に設けられている)。A通りの対向車線に車がないことを確認した後、UターンしてA通りを来た方と反対方向に進む。その後もとの交差点を通り過ぎる事で左折が完了する。混乱の恐れの無いよう、上述のUターン車線には一方通行である旨が表示されていて、A通りの車がUターン車線を逆走してくるのを防いでいる。
A通りからB通りへ左折する場合も、A通り上の対向車線を遮って左折するのではなく、一度交差点を通り越してUターン車線に入り、折り返しもとの交差点へ戻った後、B通りへ右折することになる。
特に断りが無い限りUターン車線は一車線から成る。特に交通量が多いところでは二車線になっていることもある。またUターン車線が二車線あり、そのうち右側の車線がA通り反対車線に戻らず、そのままB通りに直接合流するようになっている交差点もある。この場合、右側の車線はA通りからB通りへの左折車専用になる。
Uターン車線の終わり、折り返し用の箇所は、セミトレーラーでも曲がりきる事ができるように糊代が非常に広く取られている。そのため普通の乗用車がUターン車線に二列に並んでしまう事がある。上述のとおり、特に道路標示が無い限り、Uターン車線は一車線である。

### 中央分離帯が狭い場合
中央分離帯に余裕が無く、折り返し用の余白が取れない場合、ちょっとした細工を施してミシガン風の交差点を仕立てる事もできる。具体的には対向車線の縁を少し張り出してやることで、Uターン車線上ではなく、対向車線上で折り返しができるようにし、結果的にミシガン式交差点と同じ効果を得られる。この張り出し部分は「出っ張り (bulb out)」 や「ミシガン・アビ」(上空から見るとちょうどミシガンを含む五大湖に生息するアビのように見える)と呼ばれる。ユタ州では、一度交差点を通り越して(through)、折り返す(U Turn)ことから、両者を繋げた造語のThrU Turn とも呼ばれている。

## 採用例
ミシガン州交通局では、1960年代初頭、デトロイトのM-102号線とリヴァノワ通りとの交差点 (北緯42度26分46秒 西経83度08分28秒 / 北緯42.4461度 西経83.141度)を皮切りに、州内各地でミシガン式左折を採用した。大量の車を捌けることと、交通事故の発生数が劇的に減少したことから、現在その数は州下700箇所にも及ぶ。

## 評価
一般に交差点を設計した場合、その長所と短所を比較検討することが多い。ミシガン式交差点に対しても例に漏れず、様々な分析がなされている。
特にミシガン式交差点で際立つのは、左折時の衝突事故数の大幅な減少で、その他分離・合流の際の事故数の減少も認められる。これは左折を交差点の外で行える事による。また左折用に時間を割く必要が無いのでその分信号を青にする時間を長く取れ、より多くの往来を捌く事ができる。左折車に関しては青の時間が長くなる一方、通常より移動距離が増えるため、時間短縮効果が相殺されてしまう。ところによってはUターン地点まで1⁄4マイル (400 m)程離れていることもあり、直接左折する場合と比べ、都合1⁄2マイル (800 m)分余計に走る事になる。
歩行者にとっても事故に巻き込まれる可能性が低くなる事が知られている。左折車がないので、A通り、B通りを問わず、道路を横断する際は、通りを直進してくる車と右折してくる車にだけ気を付ければよい。